# لودویگ بازیل
لودویگ بازیل (ارمنی: Լուդւիկ Բազիլի) ‏(۱۹۳۱–۱۹۹۰)، موسیقی‌دان ، رهبر ارکستر و نوازندهٔ ویلن ارمنی‌تبار اهل ایران بود.

## زندگی
وی در ۱۹۳۱ (۱۳۱۰ خورشیدی) همدان به دنیا آمد و بیشتر سال‌های نوجوانی خود را در تهران گذراند و برای ادامهٔ تحصیل راهی ایتالیا شد. وی در سال ۱۹۵۴ (۱۳۳۳) از مدرسه موسیقی سانتا چیچیلیای رم در رشته نوازندگی ویولن و در سپس در سال ۱۹۵۶ (۱۳۳۵) در رشتهٔ آموزش ویولن و آهنگسازی فارغ‌التحصیل شد. 
بین سال‌های ۱۹۶۵–۱۹۵۶ (۱۳۴۴–۱۳۳۵) در تهران زندگی کرد. از فعالیت‌های او می‌توان به رهبری «گروه همسرایان باشگاه فرهنگی-ورزشی آرارات تهران»، همکاری با انجمن فیلارمونیک تهران، رهبری گروه کر اپرای تهران و پایه‌گذاری و رهبری «گروه مرکز موسیقی هایریک» اشاره کرد. لودویگ بازیل از سال ۱۹۶۵ (۱۳۴۴) در آلمان سکنی گزید. 
بازیل قطعات برجسته‌ای بر مبنای آثار مذهبی و کلاسیک ارمنی به ویژه، کتاب سوگنامه نارک خلق کرده است. از شاگردان وی می‌توان شهرداد روحانی را نام برد. 
وی در سال ۱۹۹۰ (۱۳۶۹) درگذشت.